# Иоанн (Разумов)
Митрополи́т Иоа́нн (в миру Дми́трий Алекса́ндрович Ра́зумов; 28 октября 1898, Коломна, Московская губерния — 13 января 1990, Псков) — епископ Русской православной церкви; митрополит Псковский и Порховский.

## Биография
Родился 28 октября 1898 года в Коломне в семье священника.
В 1914 году окончил Коломенское духовное училище. В 1914—1917 годы учился в Вифанской духовной семинарии, одновременно с 1915 годы был послушником Вифанского Преображенского монастыря.
В 1916 году по некоторым данным поступил послушником в Смоленско-Зосимову пустынь при Троице-Сергиевой лавре, где оставался до её закрытия.
В 1923 году переведён в московский Богоявленский монастырь.
24 ноября 1924 года был пострижен в мантию с именем Иоанн в честь святителя Иоанна Милостивого. 25 ноября епископом Августином (Беляевым) был рукоположён во иеродиакона.
С 1928 по 1936 год служил иеродиаконом в Успенском соборе Каширы.
С 1936 года — эконом (фактически келейник) Патриаршего Местоблюстителя Сергия (Страгородского). С октября 1941 года по август 1943 года находился с ним в эвакуации в Ульяновске. Служил в Казанском соборе.
1 (14) октября 1942 года епископом Саратовским Григорием (Чуковым) был рукоположён во иеромонаха; 8 октября — возведен в сан игумена; а 26 октября — в сан архимандрита.
Оставался келейником патриарха Сергия до его кончины, и первым 15 мая 1944 года в 6 часов 50 минут обнаружил его бездыханным.
5—23 апреля 1945 года в числе церковной делегации, возглавляемой архиепископом Псковским Григорием (Чуковым), посетил Болгарию в связи со снятием схизмы с Болгарской Православной Церкви. Принимал участие в торжествах по поводу избрания экзархом Болгарским митрополита Софийского Стефана (Шокова).
10 августа 1946 года назначен наместником Свято-Троицкой Сергиевой Лавры.
Первое время в Лавре, кроме Успенского собора, в пользовании Церкви находились лишь две комнаты у Святых Ворот, и жить приходилось в Москве. Архимандрит Иоанн ежедневно ездил из Москвы в Загорск ранним поездом, а последним возвращался в Москву. В 1946—1947 годы Московской Патриархии были переданы храмы и один из хозяйственных корпусов Троице-Сергиевой лавры. Руководил капитальным ремонтом и реставрацией здания на средства Патриархии.
Принял участие в подготовке и проведении в Троице-Сергиевой лавре Совещания представителей Поместных Православных Церквей в июле 1948 года.
29 ноября 1953 года, в Трапезном храме Троице-Сергиевой Лавры состоялось наречение Наместника Лавры архимандрита Иоанна во епископа Костромского и Галичского.
30 ноября 1953 года в Трапезном храме Троице-Сергиевой Лавры хиротонисан во епископа Костромского и Галичского. Хиротонию совершили Патриарх Алексий I, Митрополит Ленинградский и Новгородский Григорий (Чуков), Архиепископ Одесский и Херсонский Никон (Петин).
С 11 ноября 1954 года — епископ Псковский и Порховский и священноархимандрит Псково-Печерского Успенского монастыря.
С 5 марта 1959 года до 21 июня 1960 года — одновременно временный управляющий Берлинской и Германской епархией.
25 февраля 1962 года возведён в сан архиепископа.
11 мая 1963 года награждён правом ношения креста на клобуке.
9 сентября 1972 года Святейшим Патриархом Пименом возведён в сан митрополита.
9 февраля 1977 года награждён правом ношения двух панагий.
11 апреля 1980 года награждён орденом Сергия Радонежского II класса.
12 мая 1987 года уволен на покой по болезни и до кончины проживал в епархиальном доме в Пскове.
Скончался 13 января 1990 года во Пскове. Погребён на Димитриевском кладбище Пскова.

## Отзывы
Священник Владимир Попов, бывший у митрополита Иоанна семь лет секретарём, вспоминал:

Народ его любил, чувствуя в нём настоящего пастыря стада Христова… Владыка Иоанн был очень непростой человек, глубоко духовной жизни, и прожил он весь XX век, что наложило на него совершенно особый отпечаток… Многие годы прошли в ожидании ареста, когда не спали, прислушиваясь к шуму машин под окном. Неоднократно бывало на моих глазах, как, спасая от других, более серьёзных гонений, гонимого светской властью священника, Владыка распекал его ещё больше. Всё было неспроста. Его лояльность власти <…> привела к тому, что нашему Владыке удалось сохранить многие храмы Епархии. Например, в Новгородской епархии осталось несколько храмов, остальные были закрыты, а у нас 80 храмов действовали, в них совершалось Богослужение. У Владыки была искренняя любовь к людям, он был мудр и видел человека насквозь. Это был человек, глубоко преданный Церкви, и среди духовенства он пользовался большой любовью. Митрополит Иоанн мог выругать, наказать за твои грехи и нерадение, но это всегда была рука отцовская, которая била с разумением.
Архимандрит Тихон (Шевкунов), бывший в 1980 годы насельником Псково-Печерского монастыря, так отозвался о митрополите Иоанне:

Митрополит Иоанн, один из самых старейших архиереев в то время в Русской Православной Церкви, келейник ещё патриарха Сергия, удивительный духоносный старец, исполненный бесконечной любви ко всем людям, которые встречались на его пути, к монахам и к мирянам. Такого архиерея сейчас редко увидишь.
По словам Митрополита Псковского и Порховского Евсевия:

Мне известно, что Владыка Митрополит Иоанн, по примеру своего небесного покровителя архиепископа Александрийского Иоанна, который в святцах именуется Милостивым, то, что имел, то не присваивал себе, а помогал людям выживать в трудную годину гонения. Таким, наверное, его запомнили псковичи, которым он служил в течение тридцати трех лет. И сегодня мы с особым усердием молились и просили Господа о помиловании святителя Божия Псковской земли Высокопреосвященнейшего Владыки Иоанна. Да упокоит его Господь со святыми! А мы надеемся, что он и нас, как земляков, не забудет у престола Божия. Вечная ему память, а вас благодарю за ваши святые молитвы. Храни Господь вас!

## Сочинения
- «Христианский уклад домашней жизни Св. Патриарха Сергия» // Патриарх Сергий и его духовное наследство. — М.: Московская Патриархия, 1947. — С. 231—236.
- Лаврские гости // Журнал Московской Патриархии. 1947. — № 1. — С. 21-22.
- Речь при наречении во епископа Костромского // Журнал Московской Патриархии. 1954. — № 1. — С. 21-22.
- Антиохийская делегация во Пскове // Журнал Московской Патриархии. 1963. — № 10. — С. 16-17.
- Добрый пастырь (к 20-летию со дня кончины Святейшего Патриарха Сергия) // Журнал Московской Патриархии. 1964. — № 5. — С. 65-72.
- Святейший патриарх Сергий (жизнь и деятельность). — М.: ПЦ «Петровский», 2013. — 303 с. — ISBN 978-5-9905200-1-1

## Награды
- Право ношения двух панагий (2 сентября 1977)
- Орден преподобного Сергия Радонежского II степени (11 апреля 1980)
- Орден святого равноапостольного великого князя Владимира I степени (17 октября 1983; в связи с 85-летием со дня рождения и 30-летием архиерейской хиротонии)
- Именная панагия (1989)